# Handmade Heaven
Handmade Heaven è un singolo della cantautrice britannica Marina, pubblicato l'8 febbraio 2019 come secondo estratto dal quarto album in studio Love + Fear.

## Tracce
Download digitale
1. Handmade Heaven – 3:29

## Video musicale
Il videoclip, diretto da Sophie Muller, è stato girato a Tallinn, in Estonia.